# Pskov oblast
Pskov oblast (ryska: Псковская область) är ett oblast i västra Ryssland på gränsen mot Estland, Lettland och Vitryssland med en yta på 55 400 km² och en befolkning på 656 561 invånare (år 2014). Huvudstad i oblastet är Pskov. En annan stor stad är Velikije Luki.
Pskov oblast är vänlän med Dalarnas län i Sverige.

## Ekonomi
Oblastens bruttoregionprodukt (BRP) var 108 miljarder rubel (år 2012), vilket ger en 71:a placering (av 81) inom Ryska federationen. Tillväxttakten är hög, men utgår från en väldigt låg nivå.
| År   | BRP, miljoner rubel | Tillväxt över föregående år |
| ---- | ------------------- | --------------------------- |
| 2004 | 35 816,0            |                             |
| 2005 | 40 582,9            | +13,3 %                     |
| 2006 | 51 464,9            | +26,8 %                     |
| 2007 | 61 561,9            | +19,6 %                     |
| 2008 | 73 283,2            | +19,0 %                     |
| 2009 | 74 647,8            | +1,9 %                      |
| 2010 | 87 066,0            | +16,6 %                     |
| 2011 | 100 498,5           | +15,4 %                     |
| 2012 | 108 191,2           | +7,7 %                      |

BRP per capita var 162 900 rubel (år 2012, motsvarande 32 580 kronor vid en kurs av 5 rubel per krona), vilket placerar Pskov på 64:e plats (av 80) inom Ryska federationen och är avsevärt lägre än grannregionerna, till exempel 200 000 rubel i Tver oblast (52:a plats), 274 500 rubel i Novgorod oblast (30:e plats), 386 800 rubel i Leningrad oblast (12:e plats) och 459 300 rubel i Sankt Petersburg (8:e plats).

## Demografi
Liksom Ryssland i stort och grannregiongerna, har folkmängden i Pskov oblast sakta sjunkit efter Sovjetunionens upplösning. Men den var sjunkande redan tidigare, både före och efter andra världskriget.
| År        | 1926      | 1939      | 1949      | 1959    | 1970    | 1979    | 1989    | 2002    | 2008    | 2010    | 2014    |
| --------- | --------- | --------- | --------- | ------- | ------- | ------- | ------- | ------- | ------- | ------- | ------- |
| Folkmängd | 1 677 000 | 1 550 000 | 1 045 000 | 952 800 | 878 000 | 850 900 | 845 300 | 760 810 | 705 300 | 688 563 | 656 561 |